# San Juan (Ilocos Sur)
San Juan è una municipalità di quarta classe delle Filippine, situata nella provincia di Ilocos Sur, nella regione di Ilocos.
San Juan è formata da 32 baranggay:
- Asilang
- Bacsil
- Baliw
- Bannuar (Pob.)
- Barbar
- Cabanglotan
- Cacandongan
- Camanggaan
- Camindoroan
- Caronoan
- Darao
- Dardarat
- Guimod Norte
- Guimod Sur
- Immayos Norte
- Immayos Sur

- Labnig
- Lapting
- Lira (Pob.)
- Malamin
- Muraya
- Nagsabaran
- Nagsupotan
- Pandayan (Pob.)
- Refaro
- Resurreccion (Pob.)
- Sabangan
- San Isidro
- Saoang
- Solotsolot
- Sunggiam
- Surngit